# Efekt społecznych oczekiwań
Efekt społecznych oczekiwań (ang. social desirability bias) – skłonność respondenta do prezentowania siebie w możliwie jak najlepszym świetle poprzez udzielanie takich odpowiedzi, jakie są wskazane społecznie. Zalicza się do najczęstszych źródeł błędów wpływających na trafność wyników badań ankietowych i eksperymentalnych. Z punktu widzenia respondenta, efekt społecznych oczekiwań można uznać za wypadkową dwóch oddzielnych czynników: oszukiwania samego siebie i oszukiwania innych. 
Efekt występuje i staje się poważnym problemem, gdy pojawiają się pytania dotyczące drażliwych społecznie kwestii, takich jak religia, polityka, środowisko oraz spraw osobistych, wliczając w nie m.in. palenie papierosów, zażywanie narkotyków, oszustwa, życie seksualne, planowanie rodziny i problemy zdrowotne. Przykładowo, palacze mogą zaprzeczać, że palą papierosy, osoby niebiorące udziału w wyborach mogą odpowiadać, że głosowały, a osoby nietolerancyjne wobec mniejszości mogą udzielać zwodniczych odpowiedzi na pytania mierzące ich nastawienie do mniejszości.
Wyróżniono dwa sposoby radzenia sobie z tym efektem. Pierwszy sposób składa się z dwóch metod, których celem jest jego wykrycie i pomiar: użycie specjalnych skal oraz ocena odpowiedzi pod tym kątem. Drugi sposób składa się z następujących metod zapobiegania i zmniejszania efektu społecznych oczekiwań: użycie testu wymuszonego wyboru, samodzielnie wypełnianego kwestionariusza, technik losowych odpowiedzi, pozornego wariografu (bogus pipeline), skorzystanie z osób pośredniczących i selekcja ankieterów. Można też zadawać pytania w sposób pośredni. Najskuteczniejszym rozwiązaniem jest kombinacja różnych metod.